# Roman Špirelja
Roman Špirelja (Zagreb, 31. siječnja 1973.), hrvatski športski strijelac.
Natjecao se na Olimpijskim igrama 1996. U disciplini zračni pištolj 10 metara osvojio je 43. mjesto, a u disciplini MK pištolj 25 metara (brzo 
gađanje) bio je 16. Na OI 2000. u disciplini MK pištolj 25 metara (brzo gađanje) osvojio je 16. mjesto.
Na Mediteranskim igrama 1997. osvojio je zlatnu medalju u disciplini MK pištolj 25 metara (brzo gađanje).
Bio je član zagrebačkog Viktora Bubnja i Končara Zagreba 1786.
Oženjen je za uspješnu hrvatsku reprezentativku u sreljaštvu i samostrelu Suzanu Cimbal. Brat mu je Saša Špirelja, također hrvatski reprezentativac u streljaštvu.